# Pohled (okres Havlíčkův Brod)
Pohled je obec, bývalé městečko, v okrese Havlíčkův Brod v české části Vysočiny, po obou stranách řeky Sázavy. Společně s vesnicí Simtany tvoří obec Pohled, která historicky bývala městysem, v současné době je pouze běžnou „obcí I. stupně“. Obě sídla leží několik kilometrů východně od Havlíčkova Brodu, při silnici I/19 a hlavní železniční trati Brno – Havlíčkův Brod směrem na Přibyslav, ve stejném směru prochází i červeně značená turistická Cesta K. H. Borovského, kolmým směrem žlutě značená trasa přes Svatou Annu. Žije zde 714 obyvatel. Žila zde i česká zpěvačka Marta Kubišová (v letech 1975 až 1986).

## Historie

### Středověk
Ves patřila Smilovi z Lichtenburka, který ji v 60. letech 13. století mansky propůjčil svému purkrabímu Bohuslavu z Chuchel. V roce 1267 ves postoupil třem dcerám Vítka z klokot, které pojaly úmysl založit zde klášter cisterciaček. Nejprve byl založen kostel Nanebevzetí Panny Marie, pro jehož stavbu již roku 1263 papežský legát Anselm udělil odpustky a roku 1265 byl položen základní kámen. Roku 1267 se již zmiňuje konvent nového kláštera Do sklonku 13. století vedla přes Pohled obchodní stezka, která propojovala haberskou stezku v Brodě s libickou stezkou, která vedla přes Přibyslav a Ronov.. V roce 1329 klášter vyhořel a byl obnoven během 1. poloviny 14. století, než jej v roce 1422 vyplenilo vojsko táborských a roku 1424 kostel vypálili husité pod vedením Jana Žižky.
Od středověku byl Pohled osídlen převážně německy mluvícími obyvateli, kteří tvořili tzv. Jihlavský jazykový ostrov. Podle zasvěcení někdejšího kláštera Údolí Panny Marie (latinsky Vallis Sanctae Marie Virginis), se obec německy obec nazývala Frauenthal.

### Raný novověk
Teprve po Bílé Hoře cisterciačky získaly od císaře Ferdinanda II. prostředky z konfiskátů na obnovu a rozšíření kláštera v barokním slohu. Během třicetileté války utrpěl klášter dvěma nájezdy švédské armády: roku 1639 pod velením generála Adama von Pfuela a roku 1645 tudy po bitvě u Jankova táhlo vojsko generála Lennarta Torstensona a vyplundrovalo klášter i dvůr. Roku 1722 zachvátila Pohled morová rána, při které zemřela stovka obyvatel. Pro ně byl založen hřbitov u sv. Anny, používaný až do roku 1772.
V letech 1652-1690 byla vybudována tři barokní křídla klášterních budov a nakonec polygonální kaple Všech svatých. Po zrušení komunity v roce 1782 sloužil areál ještě deset let jako útulek pražským karmelitkám od sv. Josefa.

### 19. století
V 90. letech 18. století byly budovy kláštera proměněny v textilní manufakturu a po roce 1807 přestavěny na zámek tehdejšího majitele panství, Josefa z Unwerthu.
Roku 1872 byl Pohled povýšen na městys.

### 20. století
Za druhé světové války byl Pohled prohlášen za německou obec, vzhledem k většině zde žijících Němců, takže zde nesměly být dvojjazyčné nápisy. Koncem roku 1944 Němci v Pohledu uskladnili knihy zemského archivu a část universitní knihovny pražské. Partyzáni zde několikrát přerušili železniční trať a vykolejili vlak.

### Současnost
Kvůli nedostavěné škole se obec zadlužila. Již několik let před rokem 2010 se obec pokoušela prodat rozestavěnou školu i pohledský zámek, o jednotlivé budovy však nebyl zájem. Do konce července 2010 musí splatit 20 milionů Kč, jinak by mohl být majetek obce zastaven. Proto na podzim roku 2010 obecní zastupitelstvo pod vedením starosty Milana Klementa schválilo nabídnout k prodeji zámek s parkem a rybníkem, klášterní kostel, sokolovnu, garáže motocyklového klubu, moštárnu zahrádkářů a další objekty, údajně dle iDnes.cz i silnice i chodníky, a to za celkovou cenu nejméně 15 milionů Kč, avšak s podmínkou, že všechny komunikace zůstanou veřejně průchodné či průjezdné a že nový majitel ponechá ještě 4 roky za nezměněných podmínek v nájmu sdružení zahrádkářů a myslivců a kadeřnici. Odhadci pojišťoven ocenili zámek na 120 milionů Kč, realitní makléř Jiří Šerý ze společnosti Lima Real, která v minulosti zprostředkovávala prodej, považuje tuto cenu za „trochu nadsazenou“, jeho agentura nabízela zámek za 40 milionů Kč a neuspěla ani po snížení ceny na 20 milionů.

## Obyvatelstvo
| Rok            | 1869 | 1880 | 1890 | 1900 | 1910 | 1921 | 1930 | 1950 | 1961 | 1970 | 1980 | 1991 | 2001 | 2006 | 2014 |
| Počet obyvatel | 774  | 823  | 821  | 801  | 825  | 806  | 788  | 858  | 884  | 842  | 871  | 783  | 721  | 781  | 778  |

## Školství
- Mateřská škola Pohled

## Území obce
Centrum městečka se nachází na pravém břehu Sázavy, k řece přímo přiléhá klášterní areál. Mezi dominanty městečka patří také nová škola, která všechny domy v okolí převyšuje o několik pater, ale je zatím nedostavěná a již mnoho let[kdy?] chátrá a stává se zříceninou. Další turistickou zajímavosti je vybagrované místo po statku, které je veliké několik hektarů a nachází se přímo uprostřed vesnice.[zdroj?]

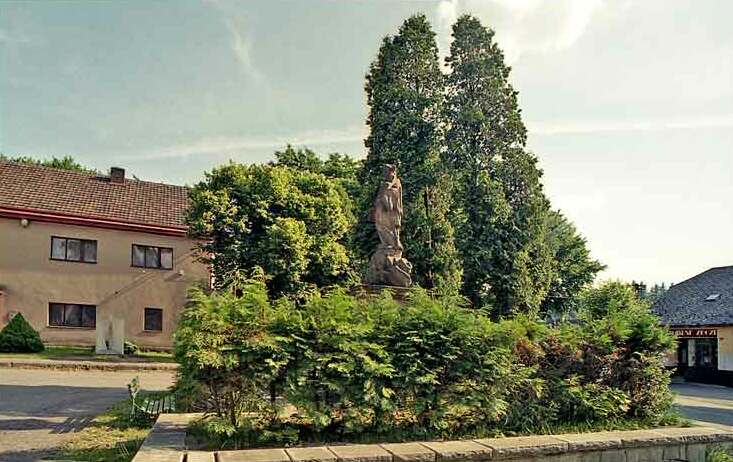
Náměstí

Ke katastrálnímu území Pohled patří kromě samotného městečka i široké okolí s několika samotami či menšími osadami. Na severozápadě území, severně od silnice I/34, se nachází Böhmův kopec, na jehož přivrácené (jižní) straně leží rozsáhlý Böhmův dvůr, nazývaný též Secký dvůr. O něco východněji leží při téže silnici v údolí Rouštanského potoka osada nazývaná Rouštany (někdy též Roušťány či Roušťany). V Rouštanech odbočuje k severovýchodu silnice III/03422 na Českou Bělou. Postavena byla přeložka silnice I/34, která Rouštany obchází ze severu a Rouštanský potok i silnici 03422 překonává velkým mostem. Jihovýchodně od Rouštan, směrem k Pohledu, leží při křižovatce silnic I/34 a I/19 rozsáhlý zemědělský areál, která obklopuje se severu a západu Houbový les a na jihozápadě zalesněná Houbová stráň svažující se k řece a železniční trati; za tratí uvnitř zákrutu Sázavy se nachází dvojice vodních nádrží a u ní skládka odpadu. Na severní straně Rouštan u přítočného potůčku je soustava rybníčků sloužící jako drůbežárna, severně od ní spadá ještě k území obce Velký les (přilehlá část nese pomístní název Za drůbežárnou), za lesem už leží sousední obec Ždírec. Údolí Rouštanského potoka, východně od Velkého lesa, nese název Rasův důl; o něco východněji, u ždírecké samoty Proseč, do území Pohledu zasahuje ještě výběžek lesa zvaný U jízdy. Jižně od něj se nedaleko silnice I/34 nachází další hospodářský dvůr, který na mapách není pojmenovaný.

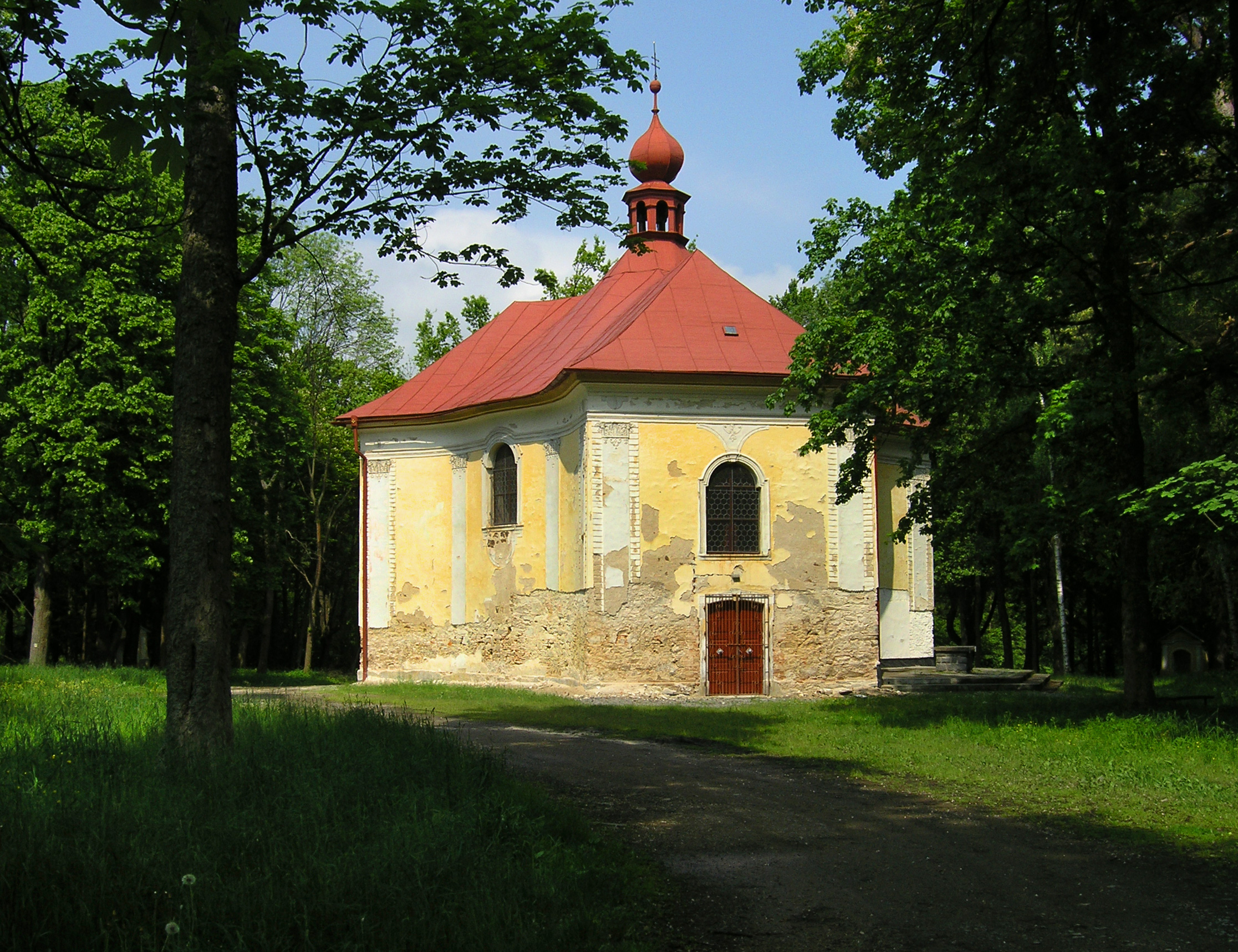
Poutní místo Svatá Anna

V blízkosti městečka, asi 1,5 km severoseverovýchodně, se nachází poutní místo Svatá Anna s Křížovou cestou. Jednu z cest z Pohledu ke Svaté Anně lemuje lipová alej, kratší cesta lemovaná drobnými sakrálními stavbami vede kolem potůčku úpatím kopce zvaného Kalvárie, z nějž je podle turistické mapy daleký rozhled. Vznik poutního místa je spojen s legendou o klášterním písaři, který v klášterním lese při pronásledování jelena zapadl do bažiny. V nouzi slíbil, že zachrání-li se, postaví na místě kapli ke cti svaté Anny. Při kopání základů byl objeven léčivý pramen.
Proti Houbové stráni, na levém břehu Sázavy, se nachází při cestě K. H. Borovského samota Anžírna. Levý břeh Sázavy proti samotnému městečku Pohled se zvedá do hřebene, jeho severovýchodní protáhlá Studená stráň je zalesněná. Na nezalesněné části hřebene se nachází řada samot (hospodářských dvorů), například U Eisů, U Dušků, U Ježků, U Zachariášů, hřeben pak vrcholí opět v zalesněné části na hranici území Pohledu s Dlouhou Vsí kótou 539,3 pod názvem Duškův kopec. V levobřežní části Pohledu se nachází nádraží Pohled a přilehlá zástavba (ulice Nádražní, U štítu a Nad tratí), na ulici Nad tratí navazuje kamenolom a zalesněný Psí hřbet. Levobřežní čtvrtí stoupá silnice III/03815 do Dlouhé Vsi.
Katastrální území Simtany přiléhá k území Pohled z východní strany. Kromě samotné vesnice Simtany do něj spadá i osada U Tomů (označovaná též jako Svatá Anna), nacházející se asi 1,5 km severoseverovýchodně od Simtan a asi půl kilometru východně od poutního místa Svatá Anna.

## Pamětihodnosti

### Klášter – zámek

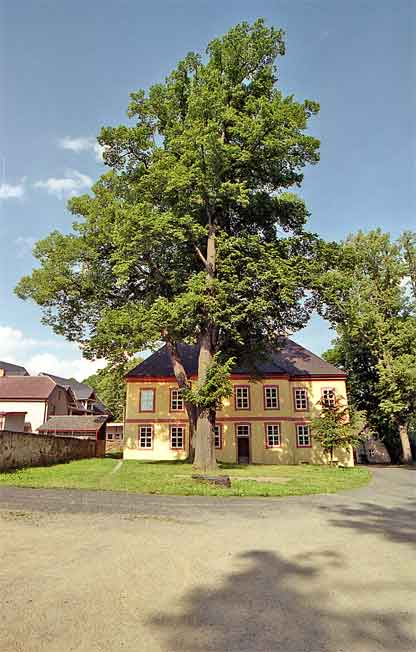
Bývalé proboštství

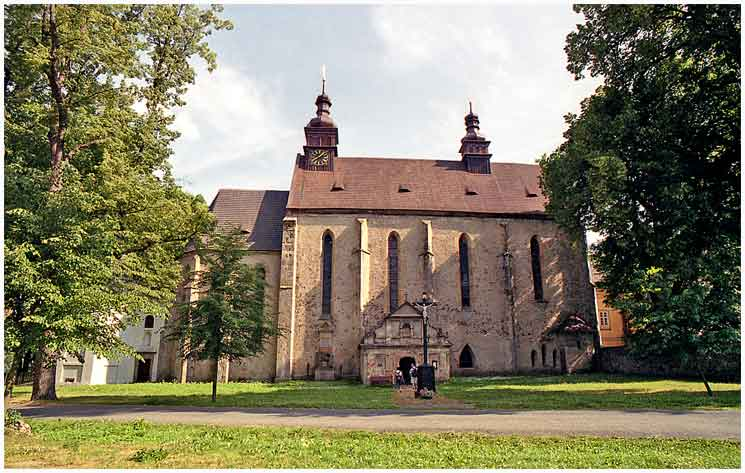
Klášterní kostel sv. Ondřeje

Bývalý klášter cisterciaček, přestavěný na zámek, při pravém břehu Sázavy je nejvýznamnější památkou obce. Byl založen v roce 1267 či 1256 šlechtičnami z rodu Vítkovců a podřízen opatství Sedlec. Zakladatelky kláštera, sestry Uta, Ludmila a Kateřina, klášter nazvaly Der lieben Frauen Tal (Údolí blahoslavené Panny Marie), ve zkrácené verzi Frauental (česky též Údolí panen). Za vlády Oty Braniborského byl klášter vydrancován vojskem a až do roku 1300 pustý. Roku 1329 klášter vyhořel a následujících 22 let pustý, v letech 1422 a 1424 jej vyplenili husité. Podle místní legendy zemřeli Jan Žižka a další husité po otráveném jídle od zdejších jeptišek, které se tak mstily za své předchozí hromadné znásilnění. Ve druhé polovině 15. století byl klášter obnoven, roku 1639 jej vydrancovali Švédové, v letech 1652–1690 byl přestavěn, roku 1782 byl v rámci josefinských reforem zrušen a v pohledu byla zřízena farnost, poté klášter sloužil ještě 10 let karmelitánkám. Protože o koupi zkonfiskovaného kláštera nebyl zájem, byl pronajat Joštovi z Jihlavy jako továrna na sukna. Roku 1807 koupil panství Josef, hrabě z Unwerthu, a přestavěl na zámek. Roku 1822 odkázal panství synovci Eugenu Sylva Tarouccovi, který jej později prodal. Roku 1864 hrabě Eugen Unwerth zámek prodal hraběnce Klotildě Clam-Gallasové z Dietrichsteina. Její dcera, hraběnka Festetičová, obývala zámek až do začátku druhé světové války. V roce 1945 přešel znárodněný zámek na Národní pozemkový fond v Praze, zámek připadl od 21. září 1949 na základě rozhodnutí ministerstva zemědělství za odhadní cenu obci (inventář byl rozvezen jinam pro muzejní účely) a obec jej od 80. let využívá jako školu. Dnešní barokní budova, původně klášterní konvent, pochází z let 1689–1690, přiléhá ze severní strany ke kostelu, je patrová a má půdorys písmene H; v přízemí jsou zazděné arkády, do patra vede monumentální schodiště.
Součástí areálu je kostel svatého Ondřeje, původně klášterní kostel Nanebevzetí Panny Marie. Kostel stál v Pohledu již před založením kláštera, při výstavbě klášterního kostela však byl zbořen. Klášterní kostel byl vybudován v letech 1265–1277 a po poškození obnoven v 2. polovině 15. století. Tribuna jeptišek i budova fary, původně proboštství, bývají připisovány architektu Janu Blažeji Santinimu.
U kostela stojí osmiboká kaple Všech svatých z roku 1693.
Roku 2007 o klášteru natočil režisér Robert Sedláček dokument pro Českou televizi Brno v rámci cyklu Příběhy domů: Pohled kláštera.